# Villagrán (kommun i Guanajuato)
Villagrán är en kommun i Mexiko.   Den ligger i delstaten Guanajuato, i den centrala delen av landet, 230 km nordväst om huvudstaden Mexico City.
Följande samhällen finns i Villagrán:
- Villagrán
- Mexicanos
- Sarabia
- Colonia 18 de Marzo
- Los Ángeles
- Suchitlán
- El Chinaco
- Fraccionamiento Praderas de la Venta
- Colonia Emiliano Zapata
- El Huizachal
- Rivera del Río
- San Pedro Tolentino
- El Tajo del Parral
- Fraccionamiento Villas la Salud
- El Alto del Parral
- San Antonio el Chico